# Мазовецко-Подлясская низменность
Мазове́цко-Подля́сская ни́зменность (пол. Nizina Mazowiecko-Podlaska) — низменная равнина на северо-востоке Польши, в бассейне среднего течения Вислы. Часть Восточно-Европейской равнины.
Низменность сложена ледниковыми и водно-ледниковыми отложениями с моренными холмами высотой до 227 м. Кроме Вислы дренируется реками Западный Буг и Нарев (судоходны). На территории расположены массивы смешанных лесов: Беловежская, Августовская, Курпёвская пущи. Большая часть низменности распахана. Основные культуры — рожь и картофель, а также сахарная свёкла (на западе). Крупные города — Варшава и Белосток.